# Thomas Harvey
Thomas Stoltz Harvey (* 10. Oktober 1912 in Louisville, Kentucky; † 5. April 2007 in Titusville, New Jersey) war ein US-amerikanischer Pathologe und Neurologe, der dadurch bekannt wurde, dass er 1955 Gehirn und Augen vom verstorbenen Albert Einstein stahl.

## Leben
Gegen den Willen Albert Einsteins, der an seinem Todestag sofort verbrannt werden und seine Asche an einem unbekannten Ort verstreut wissen wollte, entnahm Harvey in Anwesenheit von Einsteins Freund Otto Nathan im Princeton Hospital in New Jersey das Gehirn und die Augen von Einstein.
Damit jedoch geriet sein eigenes Leben aus den Fugen; er verlor seine Approbation und schlug sich als Fabrikarbeiter durch. Harvey zog von einem Ort zum anderen, immer mit dem Gehirn Albert Einsteins im Gepäck, und landete in Wichita, wo er 1978 von Steven Levy aufgesucht wurde, der etwas über den Verbleib des Gehirns in Erfahrung bringen wollte. Erst 40 Jahre nachdem er das Gehirn gestohlen hatte, entschloss er sich, es an den Tatort zurückzubringen, wo er es einst entnommen hatte. Das Organ lagerte in zwei Einweckgläsern: so, wie Harvey das sezierte und in Würfel geschnittene Gehirn damals konservierte. Harvey stellte das Gehirn verschiedenen Wissenschaftlern zur Untersuchung zur Verfügung und beschloss 1997, es Einsteins Enkelin zu übergeben, die aber ablehnte. Begleitet wurde er dabei von dem Reporter Michael Paterniti, der darüber ein Buch schrieb. Der größte Teil des Gehirns befindet sich konserviert im National Museum of Health and Medicine in Chicago, die Augen in New York City (Stand: 2015).
Ab 1996 war Thomas Harvey im Ruhestand und wohnte in New Jersey.
Der österreichische Schriftsteller Franzobel veröffentlichte im Jahr 2023 einen Roman über die Geschichte von Harveys Umgang mit Einsteins Gehirn.

## Film
Kevin Hull: Einstein’s Brain. BBC Films, 1994. Dokumentarfilm über die Suche eines japanischen Wissenschaftsforschers nach dem Verbleib von Einsteins Gehirn